# LizzyNet
LizzyNet ist ein deutschsprachiges Online-Magazin mit angeschlossener Community, das sich vor allem an Mädchen und junge Frauen richtet. Der Großteil der Nutzerinnen, die als Lizzys bezeichnet werden, ist zwischen 12 und 25 Jahren alt.

## Entstehung und Entwicklung
LizzyNet wurde im Jahr 2000 gegründet und entstand im Zusammenhang mit dem Aktionsprogramm der Bundesregierung Innovation und Arbeitsplätze im 21. Jahrhundert und wurde anschließend in das Programm Informationsgesellschaft Deutschland 2006 übernommen. Bis Ende 2007 wurde LizzyNet im Rahmen der Initiative Schulen ans Netz aus Mitteln des Bundesministerium für Bildung und Forschung und des Europäischen Sozialfonds gefördert. Die Zielsetzung bestand darin junge Frauen stärker für technische Berufe und Studiengänge zu begeistern. Zum Anfang des Projektes stand daher insbesondere die Berufsorientierung und Vermittlung von Medienkompetenz im Mittelpunkt. Im weiteren Verlauf entstand eine aktive, redaktionell betreute Community, in der Mädchen miteinander Themen diskutieren können, die ihnen wichtig sind. Vom 1. Januar 2008 bis zum 31. Dezember 2009 war LizzyNet eine 100%ige Tochter der Unternehmensgruppe M. DuMont Schauberg. Am 1. Januar 2010 wurde das Portal in Form einer GbR von seiner Redaktion übernommen, seit 2017 ist die Rechtsform von LizzyNet eine gGmbH.

## Konzept
Die Konzeption von LizzyNet stellt eine Mischung aus Kommunikations-, Magazin- und Lernplattform dar, die Mädchen eine Möglichkeit zur eigenen Gestaltung des Internets bietet. 

### Magazin
Der Magazininhalt besteht aus redaktionell gestalteten Content, der sich aus täglich aktuellen Schlagzeilen und Themenschwerpunkten wie z. B. zu Umwelt, Wissenschaft und Bildung zusammensetzt. Des Weiteren gibt es Quizze, in denen man sein Wissen zu Themen wie z. B. Ernährung der Zukunft, Pop, Fremdwörtern und Allgemeinwissen testen kann. Es werden regelmäßig Gewinnspiele und Verlosungen angeboten.
Im Bereich Schule & Beruf finden sich umfangreiche Informationen zu Berufswahl, Ausbildung und Studium. Junge Frauen werden dazu angeregt, sich auch mit nicht-traditionellen Frauenberufen und -studiengängen zu beschäftigen.
LizzyNet zeichnet sich durch einen partizipativen Ansatz aus, der bewusst einen in jeder Hinsicht kompetenten Umgang mit den digitalen Medien fördert. Eine Beteiligungsform, die sich zu einer festen Größe auf LizzyNet etabliert hat, ist in der Rubrik Mach mit die Schreib mit-Aktion. Hier werden die Mädchen aufgefordert, Texte einzureichen und bekommen Schreibtipps. In der Rubrik LizzyPress werden die Rezensionen von Büchern, Musik, Filmen und Computerspielen der Lizzys publiziert. Die Redaktion stellt dazu  Nutzerinnen Rezensionsexemplare zur Verfügung. Auch zu Themen wie Freundschaft, Liebe und Trends werden selbstgeschriebene Artikel im Magazinbereich veröffentlicht. Insgesamt besteht ein reger Austausch zwischen den Nutzerinnen und der Redaktion.
Darüber hinaus führt LizzyNet öffentlich geförderte Bildungsprojekte zu unterschiedlichen Themen (MINT, BNE, Klima- und Umwelt) für Jugendliche und junge Erwachsene durch, die nicht nur Wissen vermitteln, sondern durch interaktive Methoden die Perspektiven Jugendlicher sichtbar machen. 
Regelmäßig stattfindende Kreativ- und Schreibwettbewerbe laden zudem zu kreativen Auseinandersetzungen mit gesellschaftlichen, umweltpolitischen und wissenschaftlichen Themen ein. Die Ergebnisse der Wettbewerbe werden auf LizzyNet dauerhaft ausgestellt. Der Umweltzeichenwettbewerb "Grünstrich" aus dem Jahr 2022 wurde von den Deutschen Aktionstagen Nachhaltigkeit als „Leuchtturmprojekt“ ausgewählt.

## Auszeichnungen
- Nominierung für den Grimme Online Award Förderpreis Medienkompetenz Newcomer 2001  und 2002[4]
- digita 2003 Sonderpreis[5]
- GIGA-Maus 2003 Der beste Ratgeber im Netz[6]
- Deutscher Multimedia Award 2006 Kategorie: Interaktive Services (für das LizzyNet Bewerbungstraining)[7][8]